# Динами
Динами (итал. Dinami) је насеље у Италији у округу Вибо Валенција, региону Калабрија.
Према процени из 2011. у насељу је живело 800 становника. Насеље се налази на надморској висини од 289 м.

## Становништво
| 1951. | 1961. | 1971. | 1981. | 1991. | 2001. | 2011. |
| ----- | ----- | ----- | ----- | ----- | ----- | ----- |
| 4.126 | 4.331 | 4.021 | 3.250 | 3.245 | 3.544 | 2.433 |